# エリジロサギ
エリジロサギ （襟白鷺、学名：Ardea cocoi） は、ペリカン目サギ科に分類される鳥類の一種である。別名ナンベイアオサギとも呼ばれる。

## 分布
パナマ、コロンビアからチリ、アルゼンチンにかけて分布する。

## 形態
全長97-127cm。

## 生態
湿地や湖沼、河川などに生息する。非繁殖期には、主に単独で生活する。夜行性である。
魚類、両生類、昆虫類を捕食する。
樹上や藪などに営巣する。小規模なコロニーを形成して繁殖する。1腹3個の卵を産み、抱卵期間は24-26日である。